# 內馬尼亞·安東洛夫
內馬尼亞·安東洛夫（1995年5月6日—）是一位塞爾維亞足球運動員。在場上的位置是後衛。他現在效力於塞爾維亞足球超級聯賽球隊OFK貝爾格萊德足球俱樂部。他也代表塞爾維亞各級國青隊參賽。